# Kolonia Olesin
Kolonia Olesin – nieoficjalny przysiółek wsi Olesin, w gminie Kurów, powiecie puławskim, województwie lubelskim.
W latach 1975–1998 miejscowość administracyjnie należała do ówczesnego województwa lubelskiego.

## Historia
Między 1 a 3 sierpnia 1915 roku między Kurowem, Kolonią Olesin i Płonkami armia niemiecko-austriacka toczyła ciężkie walki z wojskami rosyjskimi. Polegli żołnierze tych trzech armii spoczywają na cmentarzu, który znajduje się na gruntach Kolonii Olesin tuż przy granicy administracyjnej z Płonkami i Kurowem.

## Zabytki
- Cmentarz żołnierzy niemieckich i austriackich z I wojny światowej